# 한국컬리너리투어리즘협회
한국컬리너리투어리즘협회는 대한민국을 방문하는 외국인들이 '식'을 매개로 하는 관광상품을 통해 한국 문화의 우수성을 체험하고 널리 알리고, 전국 방방곡곡의 음식문화 자원을 개발, 관련 산업의 발전을 도모하여 국가 경제발전에 기여할 목적으로 2012년 2월 20일 설립 허가된 대한민국 농림수산식품부 소관의 사단법인이다. 사무실은 서울특별시 종로구 낙원동 55-1 제일빌딩 3층에 있다.

## 주요 사업
- 컬리너리 투어리즘 수요조사, 실태조사, 관련 통계자료 생산 및 전달서비스 제공
- 도심 식생활 탐방 프로그램, 도시-산지 연계 식문화 체험 프로그램, 식재료 생산지 체류 프로그램 등 컬리너리 투어리즘 상품 개발
- 향토음식문화 계승을 위한 관련사업, 여행, 레저, 관광, 외식 등 관련 분야 잡지, 각종 매체를 활용한 향토 식문화 홍보
- 식문화 관련 관광자원 평가기준 구축
- 한국형 컬리너리 투어리즘의 브랜드 이미지 개발 및 구축
- 컬리너리 투어리즘 전문 교육과정, 교재 개발, 음식문화 해설 전문가(푸드 큐레이터) 양성 등

## 같이 보기
- 프랑스 - 와이너리 투어
- 일본 - 와규투어